# Запис Јовановића липа (Бељина)
Запис Јовановића липа (Бељина) се налази на парцели чији је власник Јовановић Душан.

## Локација
| Општина             | Чачак                                                 |
| Катастарска општина | Бељина                                                |
| Потес               | БЕЉИНСКИ ВИС                                          |
| Координате          | 43° 53′ 19″ С; 20° 18′ 34″ И / 43.8887° С; 20.3095° И |
| Надморска висина    | 311m                                                  |

## Карактеристике
Дендрометријске вредности утврђене на терену и сателитским снимцима:
| Стабло                     | Липа |
| Висина стабла              | m    |
| Обим дебла                 | m    |
| Пречник крошње             | 7m   |
| Пречник дебла              | m    |
| Висина дебла до прве гране | m    |

## База записа
Запис је у оквиру Викимедија пројекта "Запис - Свето дрво" заведен под редним бројем 0913.